# Young Romance
Young Romance és una sèrie de comic books romàntics creada per Joe Simon i Jack Kirby per Prize Comics, segell editorial de Crestwood Publications el 1947. Generalment considerat el primer còmic romàntic, la sèrie es va publicar per 124 números consecutius impresos per Prize, i uns altres 84 (números 125-208) publicats per DC Comics després que Crestwood deixés de produir còmics.

## Antecedents
En la seva introducció a la col·lecció d'Eclipse Comics de 1988 d'alguns dels còmics romàntics de Simon & Kirby, Richard Howell escriu que, "El romanç sempre ha estat un component important en l'entreteniment, ja sigui de novel·les, obres de teatre o pel·lícules, però durant més de deu anys després de la primera aparició dels comic books, el romanç només tenia una presència testimonial a les seves pàgines de quatre colors". Això va canviar el 1947 amb el retorn de la guerra d'una de les col·laboracions creatives primerenques i millor conegudes del còmic, la de Joe Simon i Jack Kirby, que ja havien creat al Capità Amèrica, els Boy Commandos i a la Newsboy Legion.
Treballant per a Hillman Periodicals, els dos van crear un "còmic d'humor adolescent anomenat My Date", de data de portada març de 1947, que contenia a les seves pàgines històries "innovadores" relacionades amb "representacions relativament fidels de la vida en edat adolescent, centrades sobretot en experiències i aspiracions romàntiques". Es pot dir que les primeres reaccions positives a un "còmic romàntic" que va tenir My Date, van permetre a Simon negociar un acord amb els editors de Crestwood Teddy Epstein i Paul Blyer (o "Bleier") "abans que la sèrie de quatre números de My Date hagués pogut publicar la meitat del curs", i rebre un 50% de quota inaudita dels beneficis a canvi de produir la seva continuació per a aquesta empresa.

## Història
Publicat amb data de portada de setembre de 1947, el títol del còmic Young Romance es distingia dels còmics tradicionals de superheroi i gènere per una pancarta de portada on es deia que la sèrie estava "dissenyada per als lectors de còmics més adults". Dit des d'una perspectiva en primera persona, subratllant la seva afirmació d'explicar històries "veritables", el títol va ser un èxit instantani, "convertint-se en l'èxit més important de Jack i Joe durant anys" i venent "milions de còpies" i escalonant al 92% la seva tirada. Crestwood va augmentar el número d'impressió del tercer número per triplicar els números inicials, i també va actualitzar el títol de bimensual a mensual els números # 13-72 (setembre de 1949 - agost de 1954).
En un any i mig, Simon i Kirby van llançar títols per a la companyia Crestwood per aprofitar l'èxit d'aquest nou gènere. El primer número de Young Love (febrer de 1949) també es va vendre bé amb contingut "indistinguible" al del seu títol parent. Altres sèries derivades van ser Young Brides (històries de parelles casades) i In Love (històries de "llargada de llibre") també per Crestwood / Prize, i produïdes per l'estable equip d'artistes i escriptors Simon & Kirby. Altres empreses, incloses Quality Comics, Publicacions Fawcett, Fox Features Syndicate i Timely Comics, van capitalitzar el boom del romanç. Tot i la glòria dels títols, els títols romàntics de Simon i Kirby "van seguir venent cinc milions" al mes, permetent a la parella "guanyar més que suficient per comprar les seves pròpies cases".
La diversitat d'imitadors va fer que Crestwood adoptés el segell de "Prize Group" a les portades dels títols de Simon & Kirby produïts com "the easiest means for readers to tell the S&K-produced love comics from the legions of imitators" (el mitjà més fàcil per als lectors d'explicar els còmics d'amor produïts per S & K a la legió d'imitadors).

### Creadors
"Durant els primers cinc anys", Simon i Kirby van produir "com a mínim una història (normalment una llarga de extensió) per número", però l'augment de la producció dels títols de romanç de Crestwood/Prize va fer que en molts casos simplement en supervisessin la producció. Es van mantenir "involucrats en totes les històries", tot i no escriure ni dibuixar-les totes, i "van mantenir un alt nivell de qualitat" emprant artistes com "Jerry Robinson, Mort Meskin, Bruno Premiani, Bill Draut, Ann Brewster, John Prentice, i Leonard Starr" per treballar en el títol. Molts dels treballs d'altres artistes, segons Howell "mostren l'estil distintiu de disseny de S&K, i no era rar que el treball d'un artista més nou mostrés signes de retoc de S&K".
Howard Fergeson s'encarregava inicialment de les tasques de retolació, mentre que Bill Draut de vegades retolava la seva pròpia obra. Després de la mort de Fergeson, Ben Oda va assumir "la mateixa tasca herculana".

### Cobertes
Com en la majoria de còmics romàntics contemporanis, i les obres pulp anteriors, les portades de Young Romance (i tota les publicacions de romanç creades per Simon i Kirby) variaven entre portades fotogràfiques i obres d'art habituals (normalment produïdes pels mateixos Simon i Kirby). Les portades fotogràfiques sovint representaven estrelles emergents de cinema.

## Historia de les publicacions
Llançat el setembre de 1947, Young Romance va tenir 124 números fins al juny de 1963. Inicialment bimensualment, les vendes i la demanda fortes van inspirar un calendari de producció augmentat i, a partir del número 13 (setembre de 1949), el títol va esdevenir mensual. Continuant publicant-se mensualment durant els següents cinc anys, el títol va tornar a ser bimensual amb el número núm. 73 (octubre de 1954) i continuant en aquest periodicitat durant 17 anys, faltant només un mes (agost de 1963) - quan el títol va canviar d'editors, de Crestwood/Prize a DC Còmics, al costat de la publicació germana Young Love. Amb el número # 172 (agost de 1971), el títol va tornar a ser llançat mensualment per a 20 números, i entre el número # 192 (març de 1973) i el número final, # 208 (desembre de 1975), el títol tornava a ser bimensual.

### DC Còmics
Després de Crestwood/Prize's Young Romance # 124 (juny de 1963), la divisió Arleigh Publishing de National Comics Publications, coneguda comunament com a DC Comics, va obtenir els títol romàntics de Crestwood/Prize Love Young i Young Romance el 1963, mentre que Crestwood Publications "deixava el negoci del còmic". Larry Nadle va succeir a Phyllis Reed com a editor. Al costat de Young Romance # 125 (agost de 1963), la parella de títols es va convertir en "part d'una línia de romanç raonablement popular adreçada a noies joves" durant dotze anys més. Al quinzè número de DC de Young Romance, el comunicat de circulació publicat va incloure vendes de 204.613 exemplars; aquest es va reduir gradualment al llarg dels primers anys 70 fins a una xifra de circulació publicada de 119.583 pel número # 196 (novembre de 1973). Entre els creadors que van treballar en l'encarnació de DC es va comptar amb l'escriptor Steve Englehart. Des del núm. 197 (gener-febrer 1974) fins al 204 (març- abril de 1975) de la sèrie va tenir el format de 100 Page Super Espectacular (número Super Espectacular de 100 pàgines). La sèrie va arribar al número 208 (novembre-desembre de 1975). El 2013, DC també va publicar un especial del Dia de Sant Valentí, Young Romance: The New 52 Valentine's Day Special # 1.

### Reimpressions
Algunes històries de còmics romàntics de Simon & Kirby, predominantment de Young Romance, van ser reimpreses el 1988 per Eclipse Books amb el títol Real Love (editat per, i amb una introducció de, Richard Howell).
El biògraf de Kirby Greg Theakston també ha reimprimit alguns còmics i pàgines de còmics romàntics de Simon & Kirby en diversos llibres sobre Jack Kirby, mentre que TwoMorrows Publishing de John Morrow també ha presentat obres d'art puntuals de títols romàntics en números de The Jack Kirby Collector.
El 2000, com a part de les seves reimpressions de Millennium Edition de còmics clau DC, DC Comics va reimprimir el primer número de Young Romance, tot i que aquest (així com el primer número de la revista MAD) no havien sigut publicats originalment per DC.
Fantagraphics Books van publicar Young Romance: The Best of Simon & Kirby's Romance Comics el 2012, i Young Romance 2: The Early Simon & Kirby Romance Comics el 2014.